# سراري
سَرَارِيّ (مفردها: السِّرِّيَّة) مصطلح يُطلق على الجارية التي تُتخذ للمتعة أو الاستمتاع الجنسي، وغالبًا ما يُميزها عن غيرها من الجواري أنها تُعزل في مكان منعزل ومستور من البيت أو القصر. شاع اتخاذ السراري في العُصور الإسلاميَّة منذ العصر الأموي، وازداد ظهوره في العصر العبَّاسي والفاطمي والسَّلجوقي وغيرهم من الدُّول والممالك الإسلاميَّة، وكان لهذه الظاهرة أسبابها وظروفها الخاصة.

## التعريف
يُقصد بالسِّرِّيَّة تحديدًا تلك الجارية التي تُفرد وتُعزل في مكان خاص ومستور داخل بيت سيدها. يُعتقد أن بعض الرجال الأثرياء لجأوا لاتخاذ السراري في كثير من الأحيان بدافع تجنب إثارة غيرة زوجاتهم من الجواري الجميلات اللاتي قد يتواجدن في البيت بشكل ظاهر، فكان عزل بعضهن كـ "سراري" حلاً لتلك المشكلة الاجتماعية داخل الأسرة.

## تاريخ الظاهرة وشروط الزواج
لم تكن ظاهرة اتخاذ السراري ثابتة على مر العصور الإسلامية، بل كانت تظهر وتختفي أو تقل وتزيد حسب الظروف الاجتماعية والسياسية والشخصية المحيطة بالخليفة أو الملك أو الرجل الثري. يتضح هذا التذبذب من خلال الشروط التي كانت تضعها بعض النساء عند الزواج من ذوي النفوذ. كانت بعض السيدات، خصوصًا من ذوات المكانة العالية، يشترطن عند عقد قرانهن على ذوي النفوذ عدم وجود جوارٍ أو سراري معهن في نفس القصر. ورغم أن هذا الشرط كان يمثل رغبة لدى كثير من الزوجات، إلا أنه كثيرًا ما كان يصطدم بالواقع العملي وتقاليد العصر.

### فهرس المنشورات
1. 1 2 3  حسن (2013)، ص. 37.
2. ↑  حسن (2013)، ص. 38.

### معلومات المنشورات كاملة
الكتب مرتبة حسب تاريخ النشر
- سولاف فيض الله حسن (2013). دور الجواري والقهرمانات في دار الخلافة العباسية (ط. 1). دمشق: صفحات للدراسات والنشر والتوزيع. ISBN:978-9933-495-13-8. OCLC:6914266520. OL:43175027M. QID:Q125689500.